# Bundesliga (odbojka)
Njemačka odbojkaška Bundesliga najviše je odbojkaško natjecanje u Njemačkoj. Održava se od 1974. godine te u njemu sudjeluje dvanaest najboljih njemačkih odbojkaških momčadi.
Najuspješnija momčad s trinaest osvojenih naslova prvaka je VfB Friedrichshafen.

## Vanjske poveznice
- Službene stranice Bundeslige (njem.)
- Statistike Bundeslige (njem.)